# Pneumatopteris nudata
Pneumatopteris nudata là một loài dương xỉ trong họ Thelypteridaceae. Loài này được Punetha & Kholia mô tả khoa học đầu tiên năm 1990.
Danh pháp khoa học của loài này chưa được làm sáng tỏ. 